# История железнодорожного транспорта Великобритании

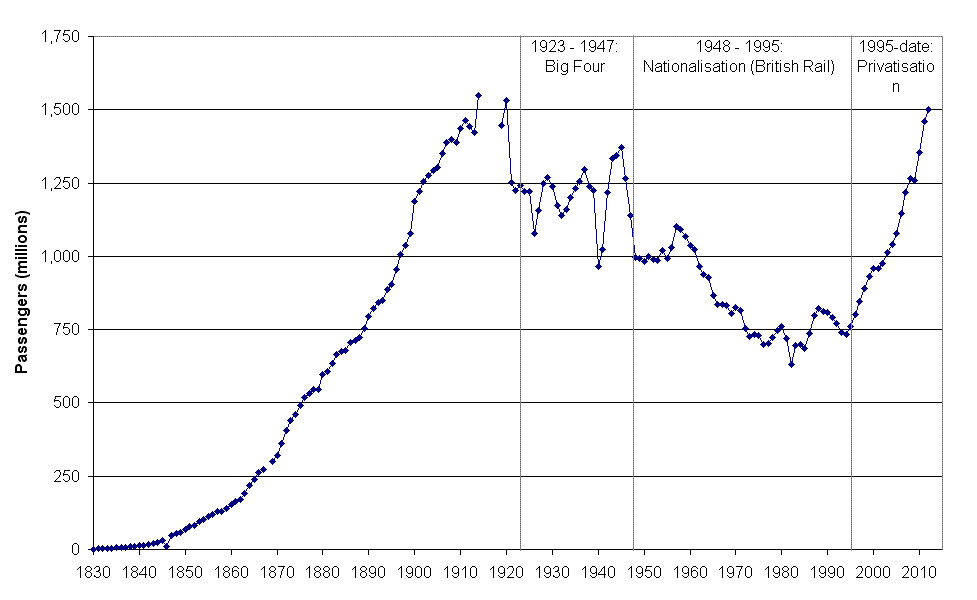
Количество пассажиров на железных дорогах Британии по годам, 1830—2012.

Железнодорожный транспорт острова Великобритания, основной территории современного государства Великобритания, является старейшим в мире. Изначально система строилась как пестрая смесь местных железнодорожных веток, управляемых небольшими частными компаниями. Эти изолированные ветки развились в общенациональную сеть во время железнодорожного бума 1840-х, хотя по прежнему существовали десятки компаний. По ходу XIX и начала XX веков они слились или были выкуплены более успешными конкурентами, пока не осталось лишь несколько крупнейших компаний. Во время Первой мировой войны вся сеть находилась под управлением правительства и был обнаружен ряд преимуществ объединения и единого планирования. Однако правительство сопротивлялось национализации отрасли. В 1923 году практически все оставшиеся компании были сгруппированы в «большую четверку»: Great Western Railway, London and North Eastern Railway, London, Midland and Scottish Railway и Southern Railway. «Большая четвёрка» представляла собой публичные акционерные компании, продолжавшие работать вплоть до 31 декабря 1947 года.
С 1 января 1948 года «большая четверка» была национализирована и объединена в British Railways. Несмотря на незначительность первоначальных изменений, активность использования железных дорог выросла и сеть стала прибыльной. Снижающийся пассажиропоток и убытки в конце 1950-х — начале 1960-х привели к закрытию многих веток и основных линий, а также небольших станций в соответствии с «сокращениями Бичинга». Пассажирские перевозки пережили возрождение после появления высокоскоростных междугородних поездов в 1970-х. В 1980-х произошло резкое сокращение государственных субсидий и резкий рост цен, что привело к более экономичной работе железных дорог. В 1994 — 1997 годах British Rail была приватизирована по частям. Владение путями и инфраструктурой было передано Railtrack, а пассажирские перевозки выделены в отдельные франшизы и проданы частным операторам (первоначально было создано 25 франшиз), грузовые перевозки были разделены на 6 компаний и полностью проданы. С тех пор пассажиропоток вырос выше уровня конца 1940-х. Катастрофа в Хэтфилде стала причиной банкротства Railtrack и появлением Network Rail вместо него, государственной некоммерческой организации.

## До 1830: пионеры

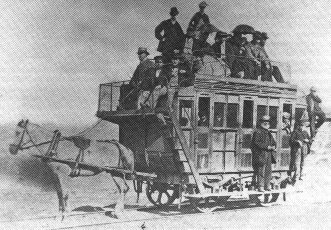
Первый пассажирский рейс был сделан на железной дороги Суонси и Мамблза в 1807 году.

Несмотря на то, что идея движения грузовых вагонеток по путям, вырубленным в камне, относится к временам Древней Греции, а конки с деревянными рельсами появились в Германии в XVI веке, первый паровоз появился именно в Британии. Ранние «железные дороги» строились из параллельных деревянных рельс, по которым двигались вагонетки на гужевой тяге. Им на смену в 1793 году пришли чугунные рельсы L-формы, использованные Бенджамином Аутрамом при строительстве конки. Этот вид рельс вскоре уступил место чугунным рельсам без «полочки», на колесах стали делать выступы, державшие вагоны на рельсах (современная конструкция колес и рельс), благодаря началу выпуска такой конструкции Уильямом Джессопом. Чугун — хрупкий материал, поэтому рельсы часто ломались. Позднее, в 1820 году Джон Биркиншоу стал использовать кованное железо для рельс.
Первой общественной пассажирской железной дорогой стала железная дорога Суонси и Мамблза, открытая в 1807 году. На ней использовалась гужевая тяга и ранее построенные пути.
В 1804 году Ричард Тревитик спроектировал и построил первый (не получивший отдельного имени) паровоз для езды по гладким рельсам.

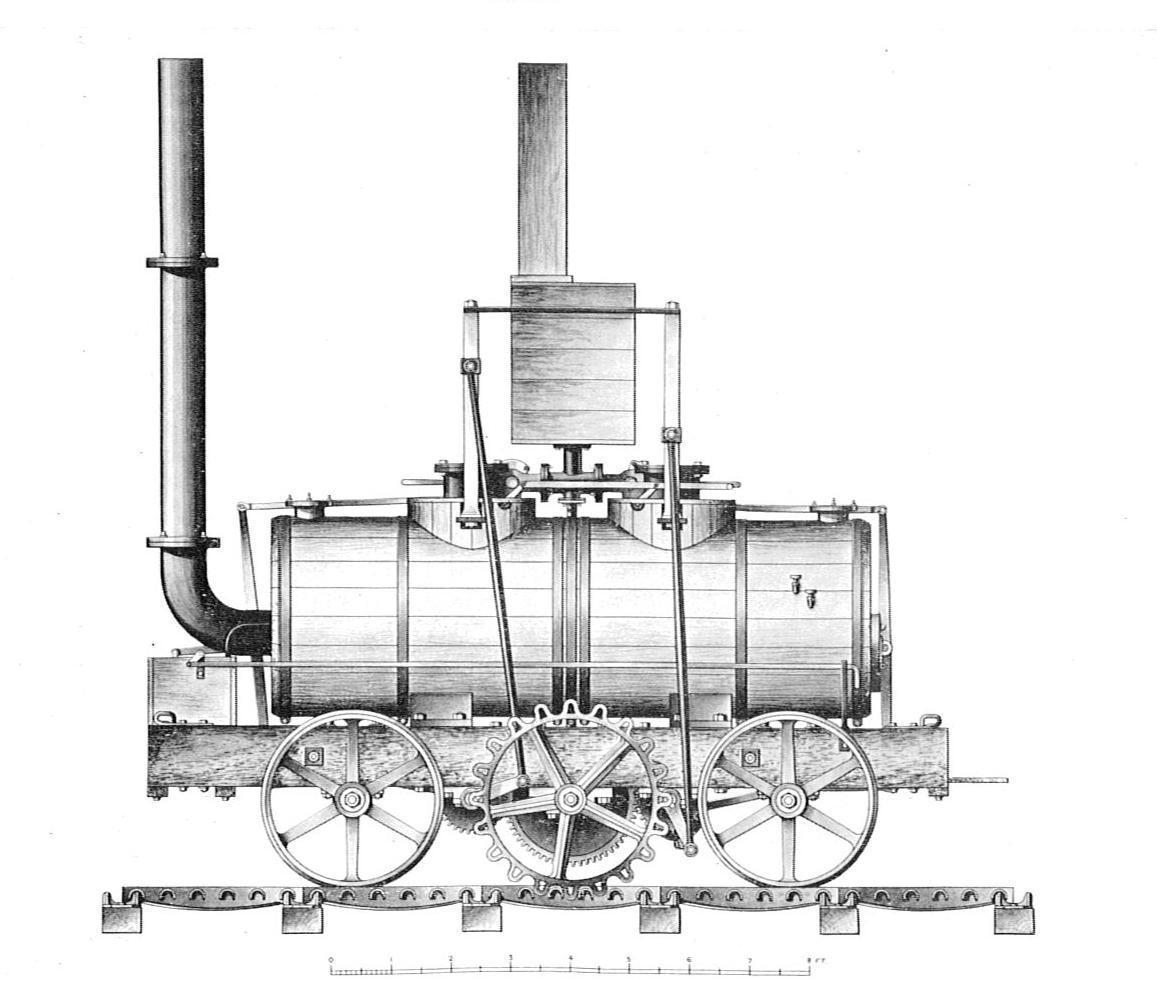
Саламанка 1812 года.

Первым коммерчески успешным паровозом стала Саламанка, построенная в 1812 году Джоном Блекинсопом и Мэттью Мюрреем для колеи 1219 мм на Мидлтонской железной дороге. Саламанка работала на реечной передаче, где зубчатые колёса двигались двумя цилиндрами, встроенными сверху бойлера.
В 1813 году Уильям Гедли и Тимоти Хэкворт спроектировали локомотив Пыхтящий Билли для использования на трамвайной дорогу между Стоктоном и Дарлингтоном. В конструкции этого локомотива использовались два шатуна, идущие вверх к крутящимся балкам, которые были присоединены к коленчатому валу, а тот, в свою очередь, двигал рычаги колес. Это означало, что колёса были спаренными, давая лучшее сцепление. Год спустя Джордж Стефенсон внес доработки в этот проект, создав свой первый паровоз Блюхер, ставший первым локомотивом с колесами, аналогичными современным.
Этот проект убедил инвесторов новой железной дороги Стоктон — Дарлингтон назначить Стефенсона инженером линии в 1821 году. Изначально предполагалось использовать лошадей, однако Стефенсон обновил проект маршрута для возможности использования паровозов. После этого был принят Парламентский Акт, разрешающий использование паровой тяги и перевозку пассажиров на этой железной дороги. 40 километровый маршрут был открыт 27 сентября 1825 году и, при участии Locomotion № 1, стал первой локомотивной общественной железной дорогой в мире.

## 1830—1922: Эпоха роста
| Год  | Мили   |
| ---- | ------ |
| 1830 | 98     |
| 1835 | 338    |
| 1840 | 1,498  |
| 1845 | 2,441  |
| 1850 | 6,621  |
| 1855 | 8,280  |
| 1860 | 10,433 |

В 1830 году была сооружена железная дорога Ливерпуль — Манчестер длиной 56 км. Фактически это была первая железная дорога современного типа, соединяющая крупные города, с регулярным пассажирским и грузовым движением, полностью на машинной тяге. Финансовый успех этой дороги предопределил бурное развитие железнодорожного транспорта в последующие годы.
Первые железные дороги строились в качестве местных веток и управлялись маленькими компаниями. По мере роста скорости, строилось все больше и больше железных дорог, часто без учёта потенциала их использования. 1840-е годы стали самым значительным десятилетием для роста железных дорог Великобритании благодаря «железнодорожной мании». В 1840 году, в начале десятилетия, существовало лишь несколько отдельных линий, оторванных друг от друга, но всего через 10 лет была построена практически полная сеть железных дорог, практически все города и деревни имели железную дорогу, а часто и две, и три. По ходу XIX и начала XX веков большинство первых независимых железнодорожных компаний объединились или были выкуплены более успешными конкурентами, так что осталось лишь несколько крупных операторов.
По ходу этого периода также шло постепенное увеличение государственного регулирования, особенно в вопросах безопасности. Закон 1840 года дал право Торговой палате назначать железнодорожных инспекторов. В том же году был создан Железнодорожный инспекторат (англ. Railway Inspectorate) для расследования причин аварий и выдачи рекомендаций по их избежанию. Ещё в 1844 году впервые в Парламент поступил законопроект, предлагающий выкуп государством всех железных дорог, однако он не был принят. Тем не менее, были приняты минимальные стандарты конструкций вагонов и обязательное обеспечение размещения пассажиров в 3-м классе, создавшее так называемые «парламентские поезда». В 1846 году после бурных дискуссий (ставших известными как «колейные войны») английский парламент утвердил ширину железнодорожной колеи 1435 мм в качестве стандарта при строительстве новых железных дорог, а колея 2140 мм была постепенно ликвидирована.
Вся железнодорожная сеть была переведена под управление правительства во время Первой мировой войны, в это время были обнаружены некоторые преимущества объединения сети. Тем не менее члены Парламентской коалиции противились идее национализации железных дорог вплоть до 1921 года.

## 1923—1947: Большая четвёрка
1 января 1923 года практически все железнодорожные компании были сгруппированы в «большую четвёрку»: Great Western Railway, London and North Eastern Railway, London, Midland and Scottish Railway и Southern Railway. Несколько совместных линий, к тому времени уже работавших под общим управлением крупных компаний, не были включены в новые объединенные компании. Компании большой четвёрки являлись акционерными и управляли железнодорожной системой Великобритании до 31 декабря 1947 года.

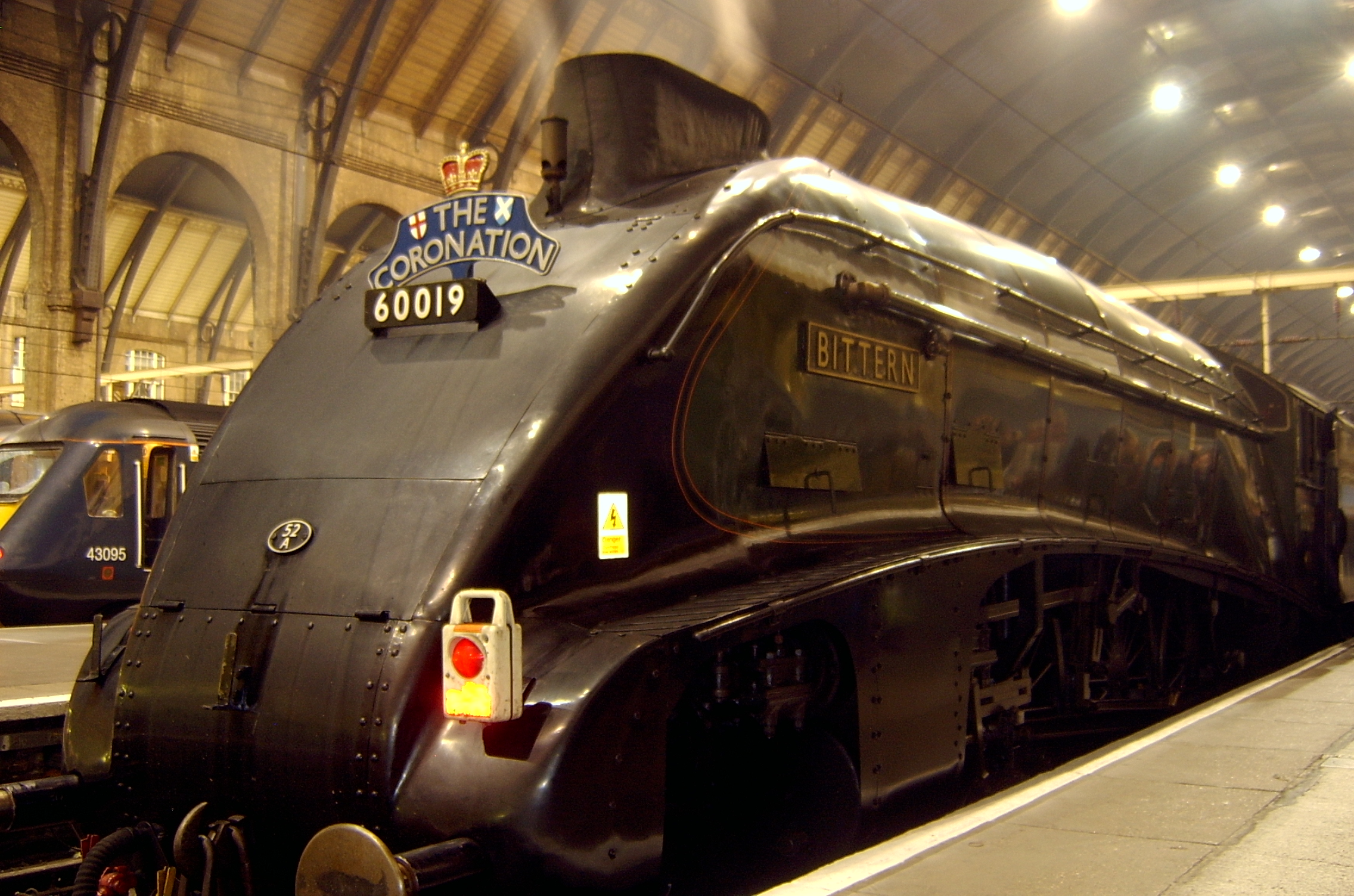
Скоростной LNER Class A4 1930-х годов давал скоростную альтернативу автомобильному транспорту.

Конкуренция со стороны автомобильного транспорта в 1920-х — 1930-х годах существенно снизила доходы железных дорог, и это при том, что потребность в поддержке и обновлении сети ещё никогда не была столь высока, поскольку в военное десятилетие практически никаких инвестиций не осуществлялось. Железнодорожные компании обвиняли правительство в покровительстве автомобильным перевозкам, так как шоссе строились на деньги налогоплательщиков, и при этом антимонопольное законодательство ограничивало размер железнодорожных тарифов. В ответ правительство выпустило несколько исследований без конкретных выводов. В 1933 году наконец было принято решение о прямом налогообложении дорожного транспорта для финансировании строительства дорог, увеличении транспортного налога и акцизов на топливо. Также исследование, ставшее основой этих решений, отмечало, что многие малые ветки никогда не смогут конкурировать наравне с автомобильным транспортом. Несмотря на то, что эти изменения помогли спасти железные дороги, начался период постепенного упадка железнодорожного транспорта из-за нехватки инвестирования и изменений в транспортной политике и стиле жизни.
В ходе Второй мировой войны управленческие команды компаний объединили свои усилия, де-факто сформировав единую компанию. Помощь стране в войне наложило сильной отпечаток на ресурсы железных дорог и сформировало большую потребность в новых инвестициях. После 1945 года по практическим и идеологическим причинам правительство приняло решение перевести железнодорожный транспорт в государственный сектор экономики.

## 1948—1994: British Rail

Сеть, рекомендованная планом «Бичинг II».

С начала 1948 года железнодорожные компании были национализированы и сформирована компания British Railways (позднее название сократили до «British Rail»), управляемая Британской Транспортной Комиссией. Несмотря на незначительность первоначальных изменений, активность использования железных дорог выросла и сеть стала прибыльной. Обновление путей и станций было завершено к 1954 году. В 1955 году доходы железнодорожной сети вновь упали, сделав отрасль убыточной. В середине 1950-х начался стремительный ввод в эксплуатацию тепловозов и электровозов взамен паровозов в соответствии с принятым планом модернизации, обошедшимся в миллионы фунтов стерлингов, однако ожидаемого обратного перехода с автомобилей на железные дороги не произошло и убытки стали накапливаться. Этот провал попытки вывода железных дорог на прибыльность через инвестиции привёл всех политиков к единому мнению о снижении вложений и поиске возможных финансовых сокращений.
Стремление к прибыльности привело к значительному уменьшению железнодорожной сети в середине 1960-х в результате закрытия убыточных веток. Правительство поставило задачу по реорганизации железных дорог, план которого получил название «Сокращения Бичинга» или «Топор Бичинга» по имени автора соответствующего доклада. Предложения, выдвинутые Ричардом Бичингом, привели к ликвидации многих линий и веток, поскольку они были признаны экономически неэффективными. Закрытие большого количества сельских станций привёл к сокращению пассажиропотока и на оставшихся основных линиях. Закрытие многих грузовых станций, использовавшихся отдельными крупными предприятиями, например угольной промышленностью, привело к переводу их грузов на дорожный транспорт. Закрытие станций было очень непопулярно среди простых людей и это мнение не изменилось до сих пор.
Уровень пассажиропотока стабильно сокращался с конца 1950-х до конца 1970-х. После этого пассажирские перевозки стабилизировались с появлением высокоскоростных поездов InterCity 125 в конце 1970-х — начале 1980-х годов. В 80-х также существенно сократились государственные субсидии в отрасль, а также существенно выросла стоимость проезда, в результате железнодорожная сеть стала более рентабельной.
C 1994 по 1997 годы British Rail была приватизирована. Владение путями и инфраструктурой было передано Railtrack, а пассажирские перевозки выделены в отдельные франшизы и проданы частным операторам (первоначально было создано 25 франшиз), грузовые перевозки были разделены на 6 компаний и полностью проданы (5 из 6 грузовых компаний в итоге были куплены одним и тем же новым владельцем). Правительство Джона Мейджора считало, что приватизации улучшит пассажирские перевозки. С тех пор уровень пассажиропотока постоянно рос высокими темпами.

## После 1995: После приватизации

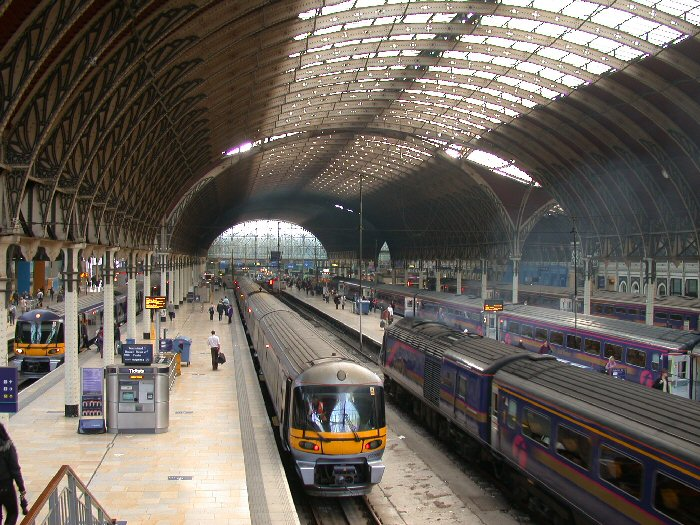
Конечная станция Great Western Railway Паддингтон в Лондоне.

С момента приватизации пассажиропоток стремительно рос, в 2010 году было перевезено больше пассажиров, чем когда-либо после 1920-х.
Железные дороги также стали гораздо безопаснее с момента приватизации. Британские железные дороги являются вторыми по уровню безопасности после Люксембурга. Тем не менее, общественное мнение железнодорожного передвижения пострадало из-за нескольких заметных аварий после приватизации, включая крушение у Саутхол (поезд с неработающей автоматической системой защиты проехал на красный свет), крушение близ станции Паддингтон (поезд также проехал на красный свет) и Катастрофа в Хэтфилде (причиной стало разрушение рельс из-за микроскопических трещин).
После аварии в Хатфилде инфраструктурная компания Railtrack ввела более 1 200 ограничений скорости по всей сети и начала чрезвычайно дорогую срочную программу замены рельс по всей стране. Случившиеся из-за этого серьезные задержки поездов по всей стране и колоссальные затраты компании привели к цепочке событий, результатом которых стало банкротство компании и её замена на Network Rail, государственную некоммерческую организацию.
При продлении своих франшиз некоторые компании завысили стоимость использования (в особенности Great North Eastern Railway), есть вероятность существенного снижения прибыльности операторов, особенно в свете роста отчислений в пользу казначейства. В случае, если франчайзи перестает выполнять свои функции, операционное управление поездами переходить обратно Департаменту Транспорта, приводя к активным призывам ре-национализации отрасли. Тем не менее недавно прекращенная франшиза Connex South Eastern была национализирована до конца срока предоставления франшизы как South Eastern Trains, однако после этого была снова продана частным операторам как Southeastern.